# Szikszay család
A szikszói és debreczeni Szikszay család az Abaúj vármegyei Szikszó mezővárosából eredő régi magyar református nemesi család, amely idővel Békés, Pest-Pilis-Solt-Kiskun, Hajdú, Veszprém, Csanád, Bihar, Zala és Krassó-Szörény vármegyékben is elterjedt. A család nemességét 1801-ben Pest, 1840-ben Csanád vármegyében igazolták; 1797-ben Bihar, 1843-ban Békés, 1845-ben pedig Pest vármegyében vétettek fel a nemesi lajstromba. Jelenleg Magyarországon, Svájcban, az Amerikai Egyesült Államokban és Kanadában honosak. 

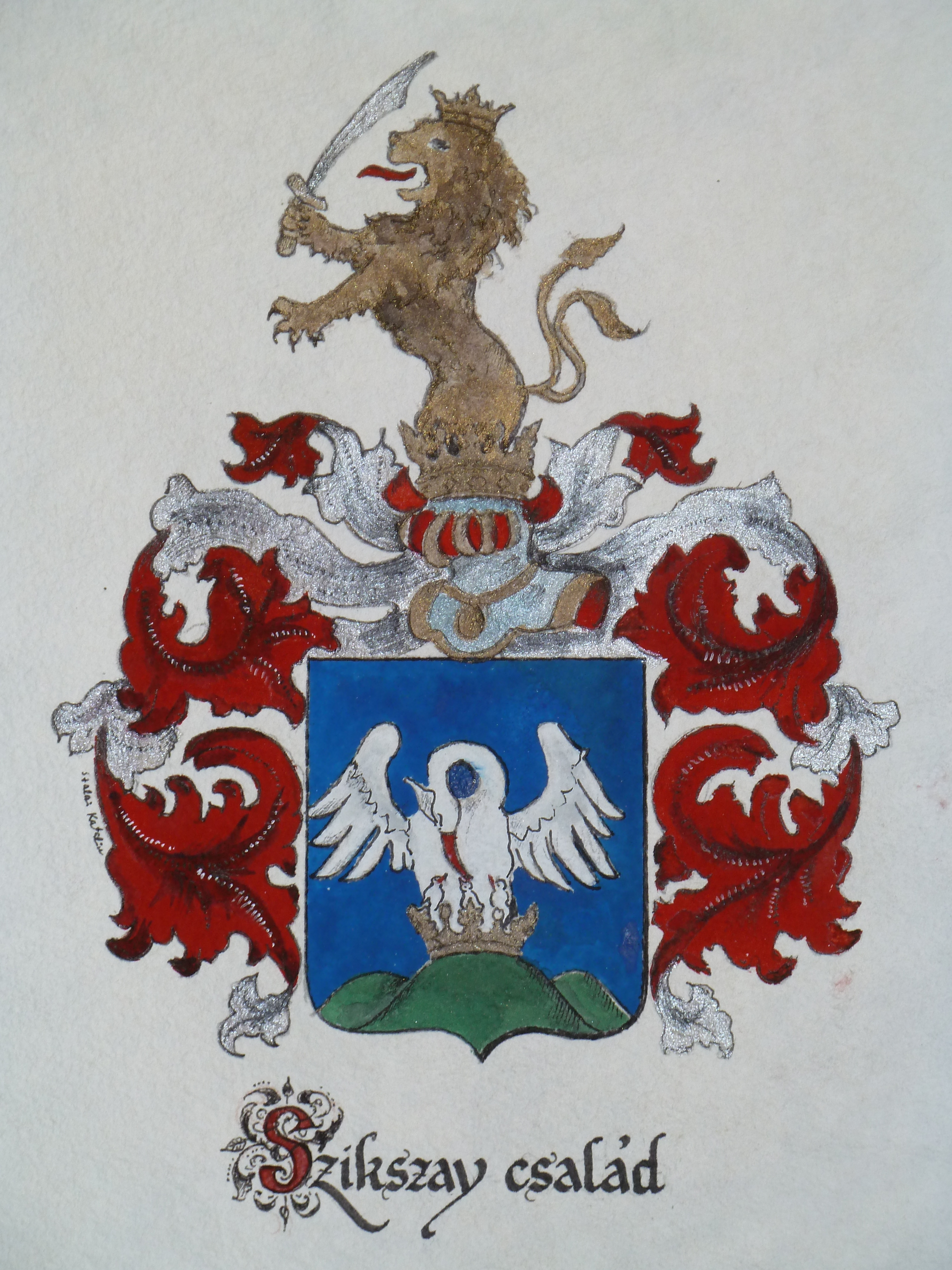
A Szikszói és Debreczeni Szikszay család 1643-as nemesi címere

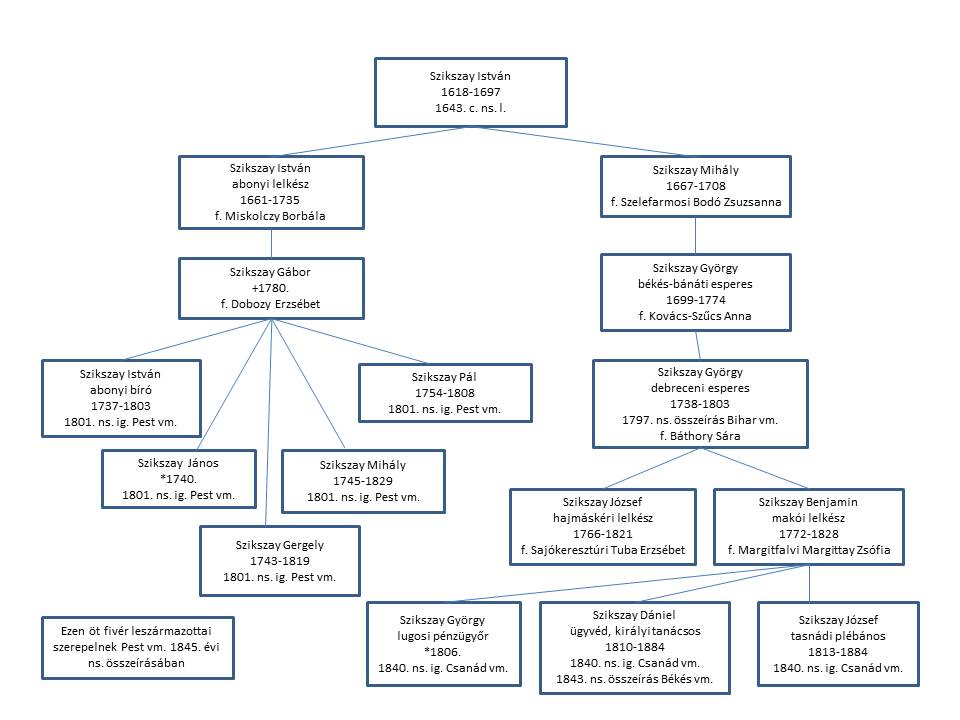
A Szikszay-család nemesség igazolásai és nemesi összeírásai

## A család címere
Kék mezőben, zöld hármas halom középsőjén arany leveles koronán ülő, kiterjesztett szárnyú pelikán csőrével mellét vájja és kiömlő vérével három fiókáját táplálja. Sisakdísz: a sisakon nyugvó, arany leveles koronából kiemelkedő, jobbra forduló, vörös nyelvét kiöltő, kettős farkú aranyoroszlán, fején arany koronával, jobbjában kivont szablyát tart, balját ragadozásra nyújtja. Takarók: mindkét oldalt ezüst-vörös.

## A család története
A család 1643. január 19-én nyert nemességet agilis Szikszay István (1618–1697) személyében III. Ferdinánd magyar királytól, melyet ugyanazon év december 2-án hirdettek ki Zemplén mezővárosában (a nemességszerző őseiről nem sokat lehet tudni, egyes források szerint a szülei Szikszay István alsóvadászi lelkész és Kiscsoltói Ragályi László leánya, Ragályi Anna voltak).
Abonyi-főág
A Szikszay család két főágra oszlik: az idősebbik, az abonyi-főág Szikszay István (1661–1735) abonyi lelkésztől származik le napjainkig, aki Miskolczy Borbálával kötött házasságot (+1750). Az utódok Abony, Cegléd, Jászkisér, Nagykőrös városokban telepedtek le, tagjai gazdálkodással foglalkoztak jobbára, vagy iparosok, mesteremberek lettek, de kerültek ki neves személyiségek is közülük. Ilyen például Szikszay István (1849–1903), aki író, költő, publicista, a ceglédi zeneiskola egyik megalapítója és első igazgatója, az Országos Névmagyarosító Társaság tagja, és nem utolsósorban színész volt. Mint vándorszínész bejárta az egész országot. Feleségül vette Könczöl Lujza színésznőt, akinek első férje Prielle Péter – Prielle Kornélia fivére – volt, sógora pedig az a Várady Miklós operaénekes, színész (1848–1941), a Kolozsvári Magyar Színház örökös tagja, akit a korabeli színházi világ egyik legnagyobb alakjaként tartanak számon (ő Könczöl Etel színésznőt választotta házastársul). Ebből a főágból származott még Szikszai Benjamin (1908–1985), író, költő, a Bethánia Szövetség főtitkára, akit a 20. századi Magyarország egyik legnagyobb református evangelizátorának tekintenek, továbbá Szikszay Róbert Gyula gépészmérnök (1925–1984), a Műegyetem tanára, valamint leánya, Szikszay Ágnes fotóművész is, aki a Budapesti Városvédő Egyesület egyik alapító tagja.
Békési-főág
Míg az ifjabbik, a békési-főág a nemességszerző másik fiától, Szikszay Mihálytól (1667–1708) jön le napjainkig – aki 1694-ben vette feleségül Szelefarmosi Bodó Zsuzsannát, Bodó Zsigmond és Csicseri Csicsery Klára leányát –, és a Dunántúlon telepedett le a 18. század második felében. Gyermekei közül id. Szikszay György (1699–1774) békési lelkész, békés-bánáti esperes, "Békés város első krónikása" (az Utrechti és a Franekeri Egyetem, valamint a londoni Gresham College hallgatója) terjesztette tovább a családot, akinek úttörő tevékenysége volt az anyakönyvezés elindítása Békés mezővárosában – az újjáalakult Békés vármegye akkori legnépesebb településén – 1732-ben, ill. nevéhez fűződik a békési református templom felépíttetése (kibővítésére már csak halála után, 1775-ben kerülhetett sor). Felesége nemes Kovács-Szűcs Anna (1714–1785) volt, nemes Kovács-Szűcs János ottományi lelkész és Ráczkevi Eötvös Katalin leánya, akivel 1732 táján keltek egybe. Testvérei közül Szikszay Mátyás békési majd dobozi rektor volt, Szikszay Mária pedig Iványi Fekete István házastársa lett.
Id. Szikszay György leánygyermekeiről keveset lehet tudni, ugyanis meglehetősen nagyvonalúan kezelte a saját családjára vonatkozó anyakönyvi bejegyzéseket. Szikszay Anna először ifj. nemes Vetseri Mihály szentesi főbíró (1720–1782, id. Vetseri Mihály szintén szentesi főbíró fia; húgát, nemes Vetseri Katát nemes Tegzes János halasi földbirtokos – Kiséri Péter István kiskunhalasi főbíró, földbirtokos és felesége, nemes Tegzes Katalin unokaöccse – vette feleségül 1741-ben), majd annak halála után Illyefalvi Barók András volt öcsödi jegyző felesége lett; Szikszay Mária pedig Zsarolyáni Márton Sándor gyulavári lelkészhez (Márton József birtokos és Horváth Erzsébet fia, +1794) ment feleségül.

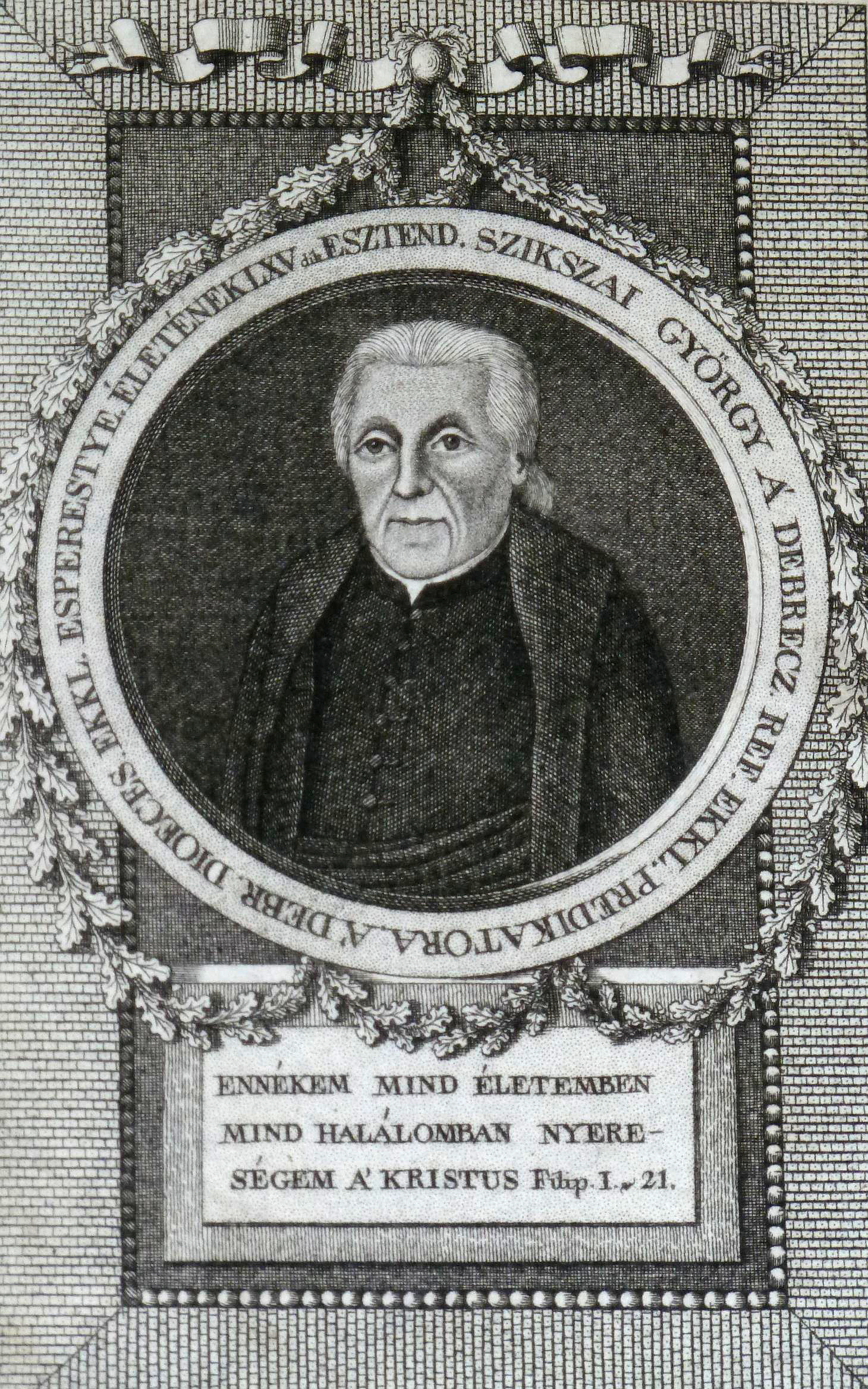
Szikszay György debreceni esperes, a család legkiemelkedőbb tagjának arcképe (Prixner Gottfried pesti rézmetsző alkotása 1803-ból)

A család kétségkívül leghíresebb tagja volt ifj. Szikszai György (1738-1803) makói lelkész, debreceni esperes-lelkész, teológus, író, nyelvész, az 1791-es Budai Zsinat tagja (a Bázeli és az Utrechti Egyetem hallgatója). Csakúgy, mint apja Békésen, ő is úttörő szerepet vállalt a makói eklézsiában: miután 1765-ben elfoglalta a lelkészi állást, rögtön kérvényt adott be a régi, sárral tapasztott templom helyett felépítendő új templom engedélyezésére a vármegyéhez (1772-re a Helytartótanács megadta az engedélyt és 1774-ben már használatba is vehették, bár a vármegye megtiltotta, hogy az engedélyezettnél nagyobbat építsenek, amit a gyülekezet – látva, hogy nem lesz elég nagy befogadóképességű – újfent kérvényezett), az ő idejére esik a második tanítói állás megszervezése, és az első leánytanítói állás létrehozása, ő kezdte meg az addig csak a megkereszteltek anyakönyvezése mellett a házasultak és a megholtak anyakönyvezését is. Reformtörekvései között legfontosabb lépése volt a presbitérium felállítása, mely testülettel és szerepével valószínűleg bázeli tartózkodása idején ismerkedett meg. 1765 novemberében feleségül vette Báthory Mihály hódmezővásárhelyi seborvos-borbély és Szalontai Kenéz Anna "Vásárhelyi elő-kelő lakosoknak tisztességesen nevelt" leányát, Báthory Sárát (1748-1821), akitől 11 gyermeke született.
Szerzője a máig legelterjedtebb református imakönyvnek, a Szikszainak (tkp. Keresztyéni tanítások…) – a Biblia és a Zsoltárok könyve mellett a legtöbbször kiadott magyar nyelvű könyv, kiadásainak valós száma meghaladja a százhúszat (lásd: Szigeti Jenő: Imádságos könyvek – ponyván c. tanulmánya, melyben hivatkozás történik Huley Alfrédnak egy 1985-ben Debrecenben elhangzott előadására, mely szerint ő 113 kiadást vett számba – és azóta már hétszer került kiadásra, legutóbb 2022-ben); 1796-ban gróf Teleki Józsefnek, a Dunamelléki Református Egyházkerület főgondnokának támogatásával Blazsek Mihálynak, a Morvaországi Református Egyház püspökének fordításában cseh nyelven is megjelent, és ez is további három kiadást ért meg. Tagja volt ezen kívül a sokat vitatott Debreceni Magyar Grammatika szerkesztőtáborának is, mely mű 1795-ben látott napvilágot Bécsben, s melynek helye a XVIII–XIX. századi magyar nyelvművelő mozgalomban máig nincs tisztázva, főként Kazinczy Ferenc elítélő állásfoglalása következtében (aki egyébként György nevű fiával baráti viszonyban volt). A Grammatika 11. fejezetét a szavak formálásáról Szikszay György írta (a kéziratot a Debreceni Református Kollégium Levéltára őrzi). Szikszay György – a magyar anyanyelvén kívül – birtokában volt a latin, ógörög és héber nyelveknek, valamint tudott németül, franciául, angolul és szlovákul is.
Főbb művei
- Keresztyéni tanítások és imádságok… (első kiadás Pozsony, 1786)
- Egynéhány prédikációk… (Pozsony, 1787)
- Mártírok oszlopa (első kiadás Pozsony, 1789)
- Közönséges lelki áldozatok (első kiadás Pozsony, 1795)
- A természeti és keresztyén vallás (Pest, 1799)

Nagysága előtt tisztelegve az utókor, 1883-ban első lelkészi hivatalának helyén, Makón neveztek el utcát róla, majd az 1920-as években Debrecenben is. A Debreceni Kollégium árkádsorán – ahol a kollégium egykori nagyjainak bronzképmásai láthatók – ott található Szikszay György domborműve is. Halálának 190. évfordulója alkalmából Makón, 1993-ban, a belvárosi református templomban Tóth Ferenc nyugalmazott múzeumigazgató leplezte le emléktábláját, majd tíz évvel később, halálának 200. évfordulója alkalmából Buzás Péter makói polgármester és Szikszay György egyik kései leszármazottja, Szikszay Csaba avatta fel a makói Szikszai György–Szirbik Miklós Emlékház névadó tábláját, mely kiállítóhely Makó város református közösségének helytörténeti értékeit kívánja bemutatni. 2000-ben a Makó Újvárosi Református Egyházközség általános iskolája Szikszai György nevét vette fel, majd megalakult a Szikszai György Református Óvoda is. 2015. november 29-én a belvárosi Szikszai György-Szirbik Miklós Emlékház udvarán avatták fel ünnepélyes keretek között Szikszai György márvány mellszobrát, Nadobán László alkotását.
Szentkirályszabadjai- és zalai-ág

A felnőttkort megért gyermekei közül Szikszay József (1766–1821) (a bécsi Protestáns Teológiai Intézet hallgatója) a Veszprém vármegyei Szentkirályszabadjára nősült 1790-ben: Sajókeresztúri ifj. Tuba István szentgáli lelkész és Szentgyörgyvölgyi Szép Erzsébet leányát, Sajókeresztúri Tuba Erzsébetet (1774–1810) vette feleségül. 
 Felesége leányági leszármazottja volt Szentgyörgyvölgyi Szép-vonalon az ősnemes Konkoly Thege családnak, és rajta keresztül a szintén ősnemes, Fejér megyei Bicskey (később Nyitraszerdahelyi Zerdahelyi) -, illetve a középkori Magyarország egyik legnagyobb arisztokrata familiájának, a Rozgonyi családnak, valamint az Árpád-kori Zala vármegye legnagyobb főúri nemzetségét megalapító Hahold/Hoholt comes-nek, aki a 743-ban a Lex Baiuvariorumban említett bajor ősnemes Huosi családból származott, majd – III. István magyar király oldalán harcolva 1163-ban saját serege élén – lett őse a Hahót-Buzád nemzetségnek (lásd: Tóth Endre: Hoholt – Hahót c. tanulmánya a Századok 2003/2. számában).
Szikszay József mohai, gyulafirátóti, felsőörsi, tihanyi, monoszlói, majd hajmáskéri lelkész lett, egyházkerületi tanácsbíró volt. 1803-ban kiadta atyja Epitáphiumát. Szép könyvtárát a pápai, a komáromi és a losonci iskolák közt osztotta szét; a Pápai Református Kollégiumnak 167 darab könyvet adományozott, köztük ritkaságokat is (pl. az 1571-es kiadású Dániel-kommentárt, vagy a genfi kiadású Zsoltár-kommentárt 1578-ból). Gyermekei közül Szikszay Eszter (1794–1845) nemes Búzás Pál veszprémi ifjúhoz ment feleségül 1812-ben. Fia, Szikszay József˙(1800-1845) nem folytatta elődei pályáját: miután feleségül vette Révkomáromi Bereczky Juliannát (1802-1873), Bereczky István szentkirályszabadjai lelkész (a Jénai Egyetem hallgatója) és Bajnóczy Julianna leányát 1822-ben, Veszprém vármegyei birtokán gazdálkodott. Szikszay József földbirtokosnak Sándor nevű fiától származik le napjainkig a Zala megyei-ág (leszármazottait lásd: Nobilitas 2007).
Ezen id. Szikszay Sándor (1825-1871) – aki átköltözött a Veszprém vármegyei Szentkirályszabadjáról a Zala vármegyei Bocföldére majd Bakra, és akinek ötödfokú unokatestvére volt Berinkey Dénes miniszterelnök – kereskedő és vendéglős volt, 1846-ban vette feleségül a német eredetű ág. evangélikus családból származó Németh Katalint (1824-1881) – Németh István és Sátor Julianna leányát – Mihályházáról. Leányuk, Szikszay Julianna nemes Miszory Antal kovácsmester felesége lett 1871-ben, fiuk, ifj. Szikszay Sándor (1852-1918) – aki 1883-ban vette feleségül Kovács Máriát (1865-1956), egy rempehollósi földbirtokos, Kovács János és Varga Rozália leányát – pedig tovább vitte apja üzletét, szintén kereskedő és vendéglős lett. Ifj. Szikszay Sándornak ötödfokú unokatestvére volt Szlováni Beöthy László színházigazgató, író (Beöthy Zsolt irodalomtörténész, főrend és Rákosi Szidi színésznő fia), aki Runyai Soldos Sándor földbirtokos és Blaha Lujza leányát, Runyai Soldos Sárit vette feleségül. A család ezen ága innentől kezdve újra római katolikus, miután Szikszay Sándor reverzálist adott. A gyermekeik közül Szikszay József (1885-1957) kereskedő és budapesti bérháztulajdonosnak Horváth Margittól – Horváth Arthur tisztviselő és Sissói Gellér Irén leányától – született leánya volt Szikszay Flóra (1919-2009) tanítónő, aki nemes Zakó János (1911-1995) kereskedő felesége lett. Szikszay Sándornak (1888-1959) Horváth Etelkától született fia volt Szikszay István (1933-2003) főmérnök, akinek Kámán Erzsébet főkönyvelőtől való gyermekei Szikszay Veronika beszerzési és logisztikai menedzser és Szikszay István faipari mérnök.
Szikszay György (1894-1944) vendéglős 1932-ben vette feleségül az ág. evangélikus Mecséri Mecséry Eleonórát, házasságukból két gyermek származott: Szikszay Jolán (1933–2010) orvos-asszisztensnő, aki Buza Ferenc (1922–2007) autószerelőmester, Bak község díszpolgára felesége lett (unokaöccsei Buza Péter író, újságíró, ill. Buza Sándor rádiós-televíziós műsorvezető), és Szikszay György (*1937) középiskolai tanár, akinek Csalló Aranka középiskolai tanárnőtől fia Szikszay Csaba (*1968) középiskolai tanár, banki tisztviselő, genealógus, a Magyar Heraldikai és Genealógiai Társaság, valamint a Magyar Történelmi Családok Egyesülete volt tagja. A negyedik fiú, Szikszay István (1904-1982) szintén kereskedő lett, akinek Szabó Erzsébettől való fiai Szikszay István (*1937) művezető, aki kivándorolt Kanadába és ott alapított családot, és Szikszay Sándor (*1939) szalézi rendi volt igazgató-plébános Újpesten; leányuk, Szikszay Sára pedig Dr. Sármány Lászlónak, az Európa Könyvkiadó nyugalmazott gazdasági igazgatójának lett a felesége.
Ifj. Szikszay Sándor leányai közül Szikszay Franciska (1890-1956) először Magyar József felesége lett 1912-ben, majd Laczkó Gyula (1901-1983) festőművész, restaurátorhoz ment feleségül 1932-ben, aki megfestette XI. Piusz pápát Rómában.
Makói- és budapesti-ág
Szikszay György debreceni esperes gyermeke volt továbbá Szikszay Pál (*1767), aki katona volt a Sztáray-ezredben. Harmadik fia Szikszay Benjamin (1772–1828), aki kabai majd makói lelkész, és egyházkerületi ülnök, író volt (a Wittenbergi Egyetem hallgatója, apjának legtehetségesebb gyermeke), aki Margitfalvi Margittay Zsófiát (1781-1849), Margittay György debreceni szenátor és Baráth Anna leányát vette feleségül 1799-ben. Házassága révén sógorságba került Tóthi Poroszlay Frigyes debreceni főbíróval (Poroszlay Sámuel táblabíró és báró Bassé Viktória fiával), Debrecen szab. kir. város első polgármesterével, aki Margittay Klárát vette feleségül. Atyja halála után a sajátjai mellett szerkesztette és kiadta annak kiadatlan munkáit is. Leányai közül Szikszay Zsófia (1800–1886) Váradi Tóth Ferenc (1790–1869) hódmezővásárhelyi lelkész, békés-bánáti esperes, Csongrád vm. tb. táblabírája felesége lett 1818-ban (leszármazottaikat napjainkig lásd: Nobilitas 2008); Szikszay Klára (*1808) először egy révkomáromi születésű, gazdag makói kereskedő, Sabjáki Posgay János (1773–1838) felesége lett 1828-ban, majd annak halálával ifj. Bajczai Beliczey Antal (1817-1869) Csanád vármegye alügyésze és esküdtje, Csongrád vármegye táblabírája, később tótkomlósi postamesterhez ment nőül 1842-ben (id. Beliczey Antal tótkomlósi postamester és Strianek Erzsébet fia; halála után felesége, Szikszay Klára, majd fiuk, Beliczey Albert is viselte a tótkomlósi postamesteri tisztséget), akinek elsőfokú unokatestvére volt Beliczey István, Békés vármegye főispánja.
Fiai közül Szikszay Benjamin (*1803. k.) katona volt, aki a katonáskodás után nagyszülei városában, Debrecenben telepedett le és alapított családot: 1841-ben feleségül vette nemes Némethy György kereskedő és nemes Fodor Julianna leányát, Némethy Juliannát. Az ő fiuk volt Szikszay Ferenc (1843–1921) cukrászmester, aki Budapestre került, ahol 1869-ben feleségül vette a pesti Schleintz Emíliát (Sch. Flórián késkészítő mester, vendéglős és Müller Teréz leányát), és megalapította a híres éttermét. Sajnos mindkét fia önkezével vetett véget életének: ifj. Szikszay Ferenc (1870–1908), m. kir. huszártiszt, József főherceg szárnysegédje, aki festőművész lett, s többnyire Franciaországban alkotott, Orsay-ban lett öngyilkos; míg Szikszay Elemér (1871–1903), aki agrármérnök, m. kir. állattenyésztési felügyelő volt, az olaszországi Velencében hunyt el. Szikszay Ferenc festőművésznek – aki barátai között tudhatta Rippl-Rónai József és Kunffy Lajos festőművészeket – Dunaszekcsői és rácz-görcsönyi Jagasich Ilonától (Jagasich Kálmán m. kir. kataszteri igazgató és Gaár Johanna leányától) Párizsban született két fia, Szikszay Elemér és Dezső, akik mindketten kivándoroltak az Amerikai Egyesült Államokba 1921-ben ill. 1923-ban. Ifj. Szikszay Elemér (1897-1969) szállítmányozási vállalkozóként, a II. világháború alatt diplomataként dolgozott, majd a Columbia Egyetem nyelvész professzora volt, de festőművészként is tevékenykedett (felvette a Dorsay családnevet, és Elmer Dorsay néven szignózta a képeit). Chrzanovszky Máriától New Yorkban született egy fia, Ferenc (1924-2003) festőművész, aki a II. világháború alatt a csendes-óceáni hadszíntéren tengerészgyalogosként szolgált és Frank S. Dorsay néven a Columbia Egyetem és Miami Egyetem festőművész-tanára volt, majd 1960-1989-ig a Genfi Nemzetközi Iskola Művészeti Tanszékét vezette (Svájcban és Franciaországban alkotott jobbára), valamint egy leánya, Jeanette (1930-2023), aki tanárnő lett. Szikszay Dezső (1903-1957) szintén szállítmányozási vállalkozó volt, a miami vízimentősök kapitánya, bányász, és több expedíciót is vezetett Ecuadorba az inka aranykincsek felkutatására (ő a Dick D'Orsay nevet vette fel). A budapesti étterem tulajdonos leányai közül Szikszay Emília (1872–1940) Magyarosi Tőkés Gyula (1851–1929) m. kir kormányfőtanácsos, árvaszéki elnök felesége lett (aki kora egyik legünnepeltebb színésznőjének, Tőkés Emíliának volt a fia); Szikszay Ilona (*1873) Mladovits János postamesterhez, míg Szikszay Margit (*1874) Polló István segédtanfelügyelőhöz ment feleségül.
Másik fia, Szikszay György (*1806.) szintén katona lett (1848/49-es honvéd volt), majd a Krassó-Szörény vármegyei Lugosra került mint pénzügyőr; harmadik fia, Szikszay Dániel (1810–1884) emelte ismét a család nevét, aki a Földeáki Návay család ügyvédje, uradalmi ügyész, Békés és Csanád vármegyék táblabírája, majd nagyváradi törvényszéki bíró, királyi tanácsos, a Ferenc József-rend lovagja, alapítványtevő, és nem utolsósorban költő volt (Nagyváradon megvette ifjúkori barátjának, Szigligeti Edének a szülőházát, melynek falára 1878. március 8-án Szikszay Dániel által írt verses emléktáblát helyeztek el); Szikszay József (1813–1884) rekatolizált, előbb gyulai, majd szilágysomlyói káplán, végül tasnádi plébános lett, nyugdíjas éveiben szintén Nagyváradon élt.
Szikszay György negyedik fia volt a fiatalon elhunyt Szikszay György (1778–1806) hajdúbagosi lelkész, Kazinczy Ferenc és Csokonai Vitéz Mihály barátja, aki a debreceni Kapitány János leányát, Kapitány Erzsébetet választotta házastársul, azonban a házassága után nem sokkal anyja házánál, Debrecenben elhalálozott, gyermeke nem született. Ötödik fia Szikszay Dániel (1786–1809), aki szintén fiatalon hunyt el, mint a Debreceni Kollégium diákja. Leányai közül Szikszay Sára (*1769) Peéri Szaklányi Zsigmondnak (1755–1807) (Szaklányi Mihály és Vecsei és Böröllőizsákfalvi Vecsey Éva fia – aki Vecsey Jánosnak, a Tiszántúli Református Egyházkerület püspökének és Eszenyi Eszenyi Zsuzsannának a leánya -, a lipcsei és a Göttingeni Egyetem hallgatója) nagyváradi majd mezőtelegdi lelkész, bihari esperesnek lett a felesége 1789-ben; míg Szikszay Eszter 1801-ben hunyt el Debrecenben, 28 éves korában.
Lepsényi-ág
A családból elsőként Szikszay Sámuel (1744–1805) került a Dunántúlra, a bécsi Protestáns Teológiai Intézet hallgatója), aki noszlopi, majd lepsényi lelkész és peremartoni esperes lett (nevét írta Szikszai Nagy formában is). 1765-ben feleségül vette nemes Tóth Máriát, Tóth István szilasbalhási lelkész, peremartoni esperes és Fülöp Éva leányát. Szikszay Sámuel nevéhez fűződik a lepsényi református templom újjáépíttetése. Gyermekei közül Szikszay György (1769-1806) (aki Csorjai Papolczy Évát vette feleségül) először a Máramaros vármegyei Felsőbányára került iskolarektornak, onnan a Szatmár vármegyei Koltóra ment, majd visszakerülvén a Dunántúlra magyaratádi, végül kutasi lelkész lett ; Szikszay Mária (1772–1792), majd annak korai halálával húga, Szikszay Zsófia (1778–1817) is Keck Dániel (1754–1809, Johann Jakob Keck herborni egyetemi professzor, majd a nagyszékelyi németek lelkésze és Augustina Elisabeta Klonkin fia, az Utrechti Egyetem hallgatója) nagyszékelyi lelkész, külső-somogyi esperes felesége lett (Keck Dániel tevékenyen közreműködött a Gyönki Református Gimnázium megalapításában, ill. nevéhez köthető Tolna vármegye legnagyobb református templomának, a nagyszékelyi református új templomnak a felépíttetése). Szikszay Zsófia özvegységre jutván, másodjára nemes Dózsa Benjamin losonci ügyvédhez, Nógrád vármegye esküdtjéhez ment feleségül; sógorai voltak Kenesei Kenessey Dániel (1760-1820) nagyszékelyi jegyző, gyönki uradalmi ispán, aki Keck Dániel húgát, Keck Zsófia Philippinát vette feleségül, illetve Peremartoni Nagy György (1747-1799) bonyhádi jegyző, mórágyi lelkész, aki Keck Augusztina Erzsébetet választotta házastársul (leszármazottaikat napjainkig lásd: Nobilitas 2010).
Gyulai-ág
Ifj. Szikszay György és Sámuel testvére volt Szikszay Benjamin (1751–1783) gyulai lelkész (a Bázeli és az Utrechti Egyetem hallgatója), aki Szentkirályszabadjai Béllyey Zsuzsannát vette feleségül 1775-ben (Béllyey Péter debreceni lelkész és Váczi Nagy Erzsébet leányát), és e házasság révén sógorságba került Németújfalvi Simonffy Sámuellel, a későbbi híres debreceni főbíróval (Simonffy István kereskedő és Kőrösi Borbély Zsuzsanna fiával), aki Béllyey Erzsébetet választotta házastársul. Gyermekei közül Szikszay Zsófia (1776-1822) nemes Somogyi Ferenc (+1831) nádudvari lelkész neje lett; Szikszay Julianna (1778–1823) Kisbethleni Bethleni Dániel (1766–1834) püspökladányi lelkész, alsó-szabolcsi és hajdúvidéki espereshez ment feleségül, akinek a lelkészi ideje alatt indult újra és fejeződött be a püspökladányi református templom felépítése (Bethleni János gencsi lelkész és Kerek Sára fia, a Jénai Egyetem hallgatója; leszármazottaikat napjainkig lásd: Nobilitas 2008, 2009) Fiuk, ifj. Bethleni Dániel a püspökladányi eklézsiában lett apja utóda és Szabolcs vármegye tb. táblabírája, felesége pedig az a nemes Könyves Tóth Mária, nemes Könyves Tóth Mihály debreceni esküdt és Tyukodi Tyukody Mária leánya, akinek a fivére volt a nagy hírű debreceni pap, ifj. Könyves Tóth Mihály. Szikszay Benjamin Dániel nevű fia (1779–1833) nem tanult tovább, iparosember, festőmester lett. Szikszay Dániel festőmesternek fia volt Szikszay Dániel (*1811) asztalosmester, akinek Twerdon Erzsébettől (Twerdon István nagyváradi kalaposmester leányától) származó fia volt Szikszay Lajos (1857-1917) mácsai jegyző, földbirtokos, aki 1884-ben vette feleségül Kuszka Sámuel túrkevei földbirtokos, festőmesternek Csontos Esztertől született leányát, Kuszka Zsuzsannát (Kuszka Sámuel földbirtokos amellett, hogy az apósa lett Szikszay Lajosnak, elsőfokú unokatestvére is volt egyben, mivel id. Kuszka Sámuel festőmesternek és Szikszay Zsuzsannának (1806-1881) – Szikszay Dániel (*1811) asztalosmester nővérének – volt a fia). Szikszay Lajos sógorságba került így Dr. Kuszka István (1870-1958) jogásszal, Jász-Nagykun-Szolnok vármegye főispánjával, a Heves-Nagykunsági Ref. Egyházmegye gondnokával, a Felsőház élethossziglani kinevezett tagjával, valamint Poklostelki Ács Albert (1855-1927) gyógyszerész és földbirtokossal, aki Kuszka Terézt, Dadai Czihat Károly (1846-1925) ügyvéddel, Túrkeve városának 20 éven át regnáló polgármesterével, aki Kuszka Juliannát, és Gajzágó Jenő földbirtokossal, aki Kuszka Ilonát vette feleségül (Gajzágó Jenő földbirtokosnak a fia volt ifj. Dr. Gajzágó Jenő főorvos, egyetemi tanár; nagybátyja pedig Gajzágó Salamon (1830-1898), v. b. t. t., a M. Kir. Állami Számvevőszék első elnöke, a Vaskoronarend lovagja, kinevezett főrend).